# Bundesautobahn 115
Bundesautobahn 115 eller A 115 er en motorvej i Tyskland. Den skaber forbindelse mellem de to motorvejsringe omkring Berlin, A 10 og A 100.